# AD Centro Olímpico
Die Associação Desportiva Centro Olímpico ist ein brasilianischer Frauenfußballverein aus São Paulo im gleichnamigen Bundesstaat. Das Maskottchen ist ein Löwe.

## Geschichte
Der Verein wurde im März 2000 als Frauenfußballabteilung des seit 1976 in São Paulo ansässigen Olympiazentrums für Training und Forschung (Centro Olímpico de Treinamente e Pesquisa; COTP) organisiert, die sich die ersten zehn Jahre vornehmlich der Nachwuchsförderung gewidmet hat. 2011 ist schließlich erstmals eine A-Mannschaft aufgestellt wurden, mit welcher die Sportvereinigung in den professionellen Spielbetrieb eingestiegen ist. Auf Anhieb konnte 2011 und 2012 die Vizemeisterschaft im Staat São Paulo und 2012 das brasilianische Pokalfinale erreicht werden. Die Etablierung unter den Spitzenteams von Brasilien ist dabei 2012 von der Auflösung der Frauenmannschaft des Santos FC begünstigt wurden, aus dessen Kader mehrere Topspielerinnen wie Érika, Maurine und Gabi Zanotti angeworben werden konnten.
Mit dem so verstärkten Kader unter dem Training von Arthur Elias konnte sich Centro Olímpico schließlich 2013 in zwei Finalspielen mit 2:2 und 2:1 gegen São José EC durchsetzen und die erstmals ausgetragene nationale Fußballmeisterschaft der Damen gewinnen. In den Saisons 2014 und 2015 reichte es jeweils für den dritten und 2016 nur noch für den elften Platz. Bei ihrer bisher einmaligen Teilnahme an der Copa Libertadores Femenina 2014 sind die „Löwinnen“ bereits nach der Gruppenphase ausgeschieden.

## Erfolge
- Brasilianische Meisterschaft: 2013

## Bekannte Spielerinnen
- Cristiane (2013–2015)
- Érika (2012–2015)
- Fabiana (seit 2014)
- Gabi Zanotti (2012–2013, seit 2014)
- Gabi Nunes (2014–2015)
- Ketlen Wiggers (2013–2014)
- Maurine (2012–2013)